# Sint-Truidense VV in het seizoen 2010/11
Sint-Truiden kwam in het seizoen 2010/11 uit in de Belgische Eerste Klasse. In het voorbije seizoen eindigde Sint-Truiden op de vierde plaats in het eindklassement. Ditmaal eindigden de Truienaren op de twaalfde plaats.

## Overzicht
Coach Guido Brepoels was zich voor de start van het seizoen bewust van de druk op de ploeg na het vertrek van onder andere Keeper van het Jaar Simon Mignolet. Zijn objectief was een plaats in de top 14, om degradatie te vermijden. Sint-Truiden begon op 31 juli aan haar tweede seizoen in Eerste Klasse sinds de titel in Tweede Klasse. Thuis werd met 1-0 gewonnen van SK Lierse, een ploeg die voor de start van het seizoen tot een van de favorieten om te degraderen werd gerekend, samen met Sint-Truiden. Na twee verliesmatchen werd thuis het eerste hoogtepunt van het seizoen geboekt: er werd met 1-0 gewonnen van Standard Luik. Veel hoogtepunten zouden er niet meer volgen. Sint-Truiden bleef gedurende het hele seizoen bengelen rond plaats 13. De wedstrijd in Eupen werd als cruciaal beschouwd om degradatie te vermijden. De wedstrijd liep echter faliekant af voor de Truienaren: 6-0. Het was de zesde nederlaag op een rij.
Daarna keerde het tij: Sint-Truiden won van Sporting Charleroi, waardoor het gevaar geweken leek. Enkele weken later werd thuis Club Brugge met 2-1 verslagen. Op 5 maart werd de redding definitief veilig gesteld door een 1-0-overwinning tegen rechtstreekse concurrent Germinal Beerschot. Sint-Truiden eindigde op de twaalfde plaats en kwalificeerde zich zodoende voor groep A van Play-off II, een groep waarin ook KV Mechelen, Cercle Brugge en SK Lierse zaten. Na afloop van de reguliere competitie werd er begonnen met de aanleg van een ondergrondse parking onder Stayen en de bouw van een nieuwe hoofdtribune. Door de werken werd er voor de thuiswedstrijden uitgeweken naar 't Kuipje, het stadion van KVC Westerlo. In Play-off II kon Sint-Truiden geen potten breken. Er werd één keer gewonnen, drie keer gelijk gespeeld en twee keer verloren. De Truienaren eindigden op de laatste plaats, met zes punten.

## Ploegsamenstelling
| Nr. | Naam                       | Positie      | Nationaliteit | Geboortedatum     |
| --- | -------------------------- | ------------ | ------------- | ----------------- |
| 1   | Mark Volders               | Doelman      | België        | 13 april 1977     |
| 2   | Wim Mennes                 | Middenvelder | België        | 25 januari 1977   |
| 3   | Vincent Euvrard            | Verdediger   | België        | 12 maart 1982     |
| 4   | Yannick Rymenants          | Verdediger   | België        | 31 januari 1989   |
| 5   | Benji Commers              | Verdediger   | België        | 18 december 1992  |
| 6   | Ludovic Buysens            | Verdediger   | België        | 13 maart 1986     |
| 7   | Pape Abdou Camara          | Middenvelder | Senegal       | 22 september 1991 |
| 8   | Denis Odoi                 | Verdediger   | België        | 27 mei 1988       |
| 9   | Andréa Mbuyi-Mutombo       | Aanvaller    | België        | 7 juni 1990       |
| 10  | Grégory Christ             | Middenvelder | Frankrijk     | 4 oktober 1982    |
| 11  | Carlo Evertz               | Aanvaller    | België        | 1 augustus 1990   |
| 12  | Hervé Anselme Ndjana Onana | Aanvaller    | Kameroen      | 1 juni 1987       |
| 13  | Sascha Kotysch             | Verdediger   | Duitsland     | 2 oktober 1988    |
| 14  | Marc Wagemakers            | Verdediger   | België        | 7 juni 1978       |
| 15  | Tom Caluwé                 | Middenvelder | België        | 11 april 1978     |
| 16  | Rob Schoofs                | Middenvelder | België        | 23 maart 1994     |
| 17  | Peter Delorge              | Middenvelder | België        | 19 april 1980     |
| 18  | Nils Schouterden           | Middenvelder | België        | 14 december 1988  |
| 19  | Ibrahima Sidibe            | Aanvaller    | Senegal       | 10 augustus 1980  |
| 20  | Benoit Masset              | Verdediger   | België        | 29 juni 1990      |
| 21  | Christophe Bertjens        | Middenvelder | België        | 5 januari 1993    |
| 22  | Sven Van Der Jeugt         | Doelman      | België        | 17 september 1980 |
| 23  | Yorick Antheunis           | Middenvelder | België        | 26 juni 1991      |
| 24  | Giel Deferm                | Verdediger   | België        | 30 juni 1988      |
| 25  | Bram Castro                | Doelman      | België        | 30 september 1982 |
| 26  | Nikolas Proesmans          | Middenvelder | België        | 11 mei 1992       |
| 27  | Laurent Henkinet           | Doelman      | België        | 14 september 1992 |
| 28  | Grégory Dufer              | Middenvelder | België        | 19 december 1981  |
| 29  | Dylan Vanwelkenhuysen      | Aanvaller    | België        | 20 januari 1992   |
| 30  | Tibor Tisza                | Middenvelder | Hongarije     | 10 november 1989  |
| 31  | Manasseh Ishiaku           | Aanvaller    | Nigeria       | 9 januari 1983    |
| 32  | Cedric Buekers             | Middenvelder | België        | 17 april 1994     |

### Trainersstaf
- Guido Brepoels (hoofdcoach)
- Peter Voets (hulptrainer)

### Transfers
| - Pape Abdou Camara (geleend van Standard Luik) - Tom Caluwé (Al-Wakrah SC) - Grégory Christ (Sporting Charleroi) - Grégory Dufer (Standard Luik) - Mark Volders (Excelsior Moeskroen) - Manasseh Ishiaku (1. FC Köln) - Andréa Mbuyi-Mutombo (geleend van Standard Luik) - Yannick Rymenants (PSV Eindhoven) - Tibor Tisza (Újpest FC) - Sven Van Der Jeugt (FC Luik) - Mark Volders (Excelsior Moeskroen) | - Jeroen Appeltans (uitgeleend aan KVK Tienen) - Mario Cantaluppi (SC Buochs) - Issame Charaï (contract ontbonden) - Alex da Silva (Oeste Futebol Clube) - Simon Mignolet (Sunderland AFC) - Tom Muyters (SV Zulte Waregem) - Jonathan Wilmet (KV Mechelen) |

## Oefenwedstrijden
|                                     |                     |       |               |  |
| Zaterdag 26 juni 2010, 18:00 uur    | Herk-de-Stad FC     | 0 - 3 | Sint-Truiden  |  |
|                                     |                     |       |               |  |
|                                     |                     |       |               |  |
| Zondag 27 juni 2010, 16:00 uur      | Herk Sport Hasselt  | 0 - 2 | Sint-Truiden  |  |
|                                     |                     |       |               |  |
|                                     |                     |       |               |  |
| Dinsdag 13 juli 2010, 19:30 uur     | KVK Tienen          | 2 - 2 | Sint-Truiden  |  |
|                                     |                     |       |               |  |
|                                     |                     |       |               |  |
| Zaterdag 17 juli 2010, 19:00 uur    | Oud-Heverlee Leuven | 0 - 1 | Sint-Truiden  |  |
|                                     |                     |       |               |  |
|                                     |                     |       |               |  |
| Dinsdag 20 juli 2010, 20:00 uur     | Sint-Truiden        | 0 - 1 | PSV Eindhoven |  |
|                                     |                     |       |               |  |
|                                     |                     |       |               |  |
| Zaterdag 24 juli 2010, 19:30 uur    | Sint-Truiden        | 0 - 1 | MSV Duisburg  |  |
|                                     |                     |       |               |  |
|                                     |                     |       |               |  |
| Donderdag 7 oktober 2010, 19:30 uur | Sint-Truiden        | 1 - 0 | CS Sedan      |  |
|                                     |                     |       |               |  |
|                                     |                     |       |               |  |
| Dinsdag 11 januari 2011, 15:00 uur  | Sint-Truiden        | 1 - 0 | HNK Šibenik   |  |
|                                     |                     |       |               |  |
|                                     |                     |       |               |  |
| Zaterdag 15 januari 2011, 14:30 uur | NAC Breda           | 1 - 0 | Sint-Truiden  |  |
|                                     |                     |       |               |  |
|                                     |                     |       |               |  |
| Donderdag 24 maart 2011, 15:00 uur  | El Gouna FC         | 1 - 2 | Sint-Truiden  |  |
|                                     |                     |       |               |  |

## Eerste Klasse

### Reguliere competitie

#### Wedstrijden
| | |       | | |
| Zaterdag 31 juli 2010, 20:00 uur | Sint-Truiden | 1 - 0 | SK Lierse | |
| Stayen, Sint-Truiden Toeschouwers: 7.970 Scheidsrechter: Alexandre Boucaut Speeldag 1 Eerste Klasse 2010-11 | Vincent Euvrard 27' Wim Mennes 67' |       | 29' Roel van Hemert 53' Joeri Dequevy 56' Gonzague Vandooren 60' Jurgen Cavens 90+1' Lance Davids               | Opstelling Sint-Truiden: Mark Volders, Marc Wagemakers, Ludovic Buysens, Vincent Euvrard, Denis Odoi, Grégory Christ, Peter Delorge, Wim Mennes, Giel Deferm, Yannick Rymenants, Ibrahima Sidibe Wissels Sint-Truiden: 57' Yannick Rymenants Andréa Mbuyi-Mutombo 73' Grégory Christ Hervé Anselme Ndjana Onana 90' Giel Deferm Pape Abdou Camara                       |
| | |       | | |
| Zaterdag 7 augustus 2010, 20:00 uur | Club Brugge | 4 - 1 | Sint-Truiden | |
| Jan Breydelstadion, Brugge Toeschouwers: 22.554 Scheidsrechter: Sébastien Delferière Speeldag 2 Eerste Klasse 2010-11 | Ivan Perišić 11' Ivan Perišić 15' Vadis Odjidja-Ofoe 21' Jonathan Blondel 23' Jonathan Blondel 34'                                                                          |       | 10' Grégory Christ 27' Wim Mennes 58' Wim Mennes 69' Ibrahima Sidibe 75' Wim Mennes                             | Opstelling Sint-Truiden: Mark Volders, Wim Mennes, Vincent Euvrard, Ludovic Buysens, Denis Odoi, Peter Delorge, Marc Wagemakers, Grégory Christ, Giel Deferm, Ibrahima Sidibe, Andréa Mbuyi-Mutombo Wissels Sint-Truiden: 61' Andréa Mbuyi-Mutombo Hervé Anselme Ndjana Onana 66' Giel Deferm Pape Abdou Camara 74' Denis Odoi Yannick Rymenants                        |
| | |       | | |
| Zaterdag 14 augustus 2010, 20:00 uur | KV Kortrijk | 2 - 0 | Sint-Truiden | |
| Guldensporenstadion, Kortrijk Toeschouwers: 5.323 Scheidsrechter: Sam Loeman Speeldag 3 Eerste Klasse 2010-11 | Nebojša Pavlović 53' Giuseppe Rossini 59' Giuseppe Rossini 60' Chemcedine El Araichi 90+4' Karim Belhocine 90+4'                                                            |       | 70' Yannick Rymenants 90+4' Pape Abdou Camara                                                                   | Opstelling Sint-Truiden: Mark Volders, Marc Wagemakers, Vincent Euvrard, Ludovic Buysens, Giel Deferm, Tom Caluwé, Peter Delorge, Grégory Christ, Denis Odoi, Ibrahima Sidibe, Hervé Anselme Ndjana Onana Wissels Sint-Truiden: 63' Hervé Anselme Ndjana Onana Pape Abdou Camara 67' Marc Wagemakers Yannick Rymenants 82' Giel Deferm Yorick Antheunis                 |
| | |       | | |
| Vrijdag 20 augustus 2010, 20:30 uur | Sint-Truiden | 1 - 0 | Standard Luik                                                                                                   | |
| Stayen, Sint-Truiden Toeschouwers: 8.500 Scheidsrechter: Jérôme Efong Nzolo Speeldag 4 Eerste Klasse 2010-11 | Ibrahima Sidibe 3' Peter Delorge 36' Wim Mennes 42' |       | 52' Sébastien Pocognoli 53' Eliaquim Mangala 72' Sébastien Pocognoli 86' Daniel Opare                           | Opstelling Sint-Truiden: Sven Van Der Jeugt, Marc Wagemakers, Vincent Euvrard, Ludovic Buysens, Denis Odoi, Tom Caluwé, Peter Delorge, Grégory Christ, Yorick Antheunis, Wim Mennes, Ibrahima Sidibe Wissels Sint-Truiden: 21' Ludovic Buysens Yannick Rymenants 62' Tom Caluwé Pape Abdou Camara 82' Grégory Christ Hervé Anselme Ndjana Onana                         |
| | |       | | |
| Zaterdag 28 augustus 2010, 20:00 uur | KV Mechelen | 0 - 0 | Sint-Truiden | |
| Achter de Kazerne, Mechelen Toeschouwers: 11.350 Scheidsrechter: Jean-Baptist Bultynck Speeldag 5 Eerste Klasse 2010-11 | Joachim Mununga 51' |       | 28' Vincent Euvrard                                                                                             | Opstelling Sint-Truiden: Sven Van Der Jeugt, Marc Wagemakers, Vincent Euvrard, Denis Odoi, Wim Mennes, Tom Caluwé, Peter Delorge, Yorick Antheunis, Pape Abdou Camara, Ibrahima Sidibe, Yannick Rymenants Wissels Sint-Truiden: 54' Yorick Antheunis Grégory Christ 76' Pape Abdou Camara Andréa Mbuyi-Mutombo 83' Yannick Rymenants Giel Deferm                        |
| | |       | | |
| Vrijdag 10 september 2010, 20:30 uur | Sint-Truiden | 0 - 2 | RSC Anderlecht                                                                                                  | |
| Stayen, Sint-Truiden Toeschouwers: 11.214 Scheidsrechter: Johan Verbist Speeldag 6 Eerste Klasse 2010-11 | Wim Mennes 25' Peter Delorge 62' |       | 17' Romelu Lukaku 18' Olivier Deschacht 25' Matías Suárez                                                       | Opstelling Sint-Truiden: Sven Van Der Jeugt, Vincent Euvrard, Denis Odoi, Yannick Rymenants, Marc Wagemakers, Tom Caluwé, Pape Abdou Camara, Grégory Christ, Peter Delorge, Wim Mennes, Ibrahima Sidibe Wissels Sint-Truiden: 74' Grégory Christ Carlo Evertz 83' Marc Wagemakers Hervé Anselme Ndjana Onana                                                            |
| | |       | | |
| Zaterdag 18 september 2010, 20:00 uur | Cercle Brugge | 4 - 2 | Sint-Truiden | |
| Jan Breydelstadion, Brugge Toeschouwers: 5.923 Scheidsrechter: Christophe Delacour Speeldag 7 Eerste Klasse 2010-11 | Bernt Evens 25' Oleg Iachtchouk 45' Bernt Evens 45+1' Oleg Iachtchouk 49' Oleg Iachtchouk 63' Anthony Portier 66'                                                           |       | 3' Pape Abdou Camara 21' Pape Abdou Camara 54' Vincent Euvrard                                                  | Opstelling Sint-Truiden: Sven Van Der Jeugt, Wim Mennes, Marc Wagemakers, Vincent Euvrard, Denis Odoi, Tom Caluwé, Peter Delorge, Grégory Christ, Pape Abdou Camara, Ibrahima Sidibe, Yannick Rymenants Wissels Sint-Truiden: 58' Yannick Rymenants Giel Deferm 71' Grégory Christ Yorick Antheunis 79' Wim Mennes Andréa Mbuyi-Mutombo                                 |
| | |       | | |
| Dinsdag 21 september 2010, 20:30 uur | Sint-Truiden | 0 - 2 | KRC Genk | |
| Stayen, Sint-Truiden Toeschouwers: 8.500 Scheidsrechter: Luc Wouters Speeldag 8 Eerste Klasse 2010-11 | |       | 54' Dugary Ndabashinze 66' Jelle Vossen 90' Jelle Vossen                                                        | Opstelling Sint-Truiden: Sven Van Der Jeugt, Marc Wagemakers, Vincent Euvrard, Denis Odoi, Yannick Rymenants, Wim Mennes, Tom Caluwé, Peter Delorge, Grégory Christ, Ibrahima Sidibe, Pape Abdou Camara Wissels Sint-Truiden: 73' Grégory Christ Yorick Antheunis 74' Pape Abdou Camara Andréa Mbuyi-Mutombo                                                            |
| | |       | | |
| Zaterdag 25 september 2010, 20:00 uur | AA Gent | 2 - 0 | Sint-Truiden | |
| Jules Ottenstadion, Gent Toeschouwers: 10.150 Scheidsrechter: Peter Vervecken Speeldag 9 Eerste Klasse 2010-11 | Stijn De Smet 45+1' Elimane Coulibaly 69' |       | 32' Vincent Euvrard 52' Marc Wagemakers 69' Sascha Kotysch 79' Denis Odoi 83' Peter Delorge                     | Opstelling Sint-Truiden: Sven Van Der Jeugt, Wim Mennes, Marc Wagemakers, Vincent Euvrard, Denis Odoi, Tom Caluwé, Peter Delorge, Sascha Kotysch, Yorick Antheunis, Pape Abdou Camara, Ibrahima Sidibe Wissels Sint-Truiden: 24' Tom Caluwé Andréa Mbuyi-Mutombo 53' Pape Abdou Camara Grégory Christ 65' Yorick Antheunis Hervé Anselme Ndjana Onana                   |
| | |       | | |
| Zaterdag 2 oktober 2010, 20:00 uur | Sint-Truiden | 1 - 2 | KVC Westerlo | |
| Stayen, Sint-Truiden Toeschouwers: 7.569 Scheidsrechter: Sébastien Delferière Speeldag 10 Eerste Klasse 2010-11 | Giel Deferm 15' Wim Mennes 34' Yorick Antheunis 56' |       | 12' Christian Brüls 61' Paulo Henrique 74' Paulo Henrique                                                       | Opstelling Sint-Truiden: Sven Van Der Jeugt, Marc Wagemakers, Vincent Euvrard, Sascha Kotysch, Denis Odoi, Wim Mennes, Peter Delorge, Ibrahima Sidibe, Giel Deferm, Yorick Antheunis, Hervé Anselme Ndjana Onana Wissels Sint-Truiden: 66' Yorick Antheunis Grégory Christ 76' Wim Mennes Andréa Mbuyi-Mutombo 87' Giel Deferm Yannick Rymenants                        |
| | |       | | |
| Zaterdag 16 oktober 2010, 20:00 uur | KAS Eupen | 6 - 0 | Sint-Truiden | |
| Kehrwegstadion, Eupen Toeschouwers: 2.500 Scheidsrechter: Christof Virant Speeldag 11 Eerste Klasse 2010-11 | Ervin Zukanovic 12' Ervin Zukanovic 22' Kevin Vandenbergh 34' Matthias Lepiller 35' Kevin Vandenbergh 40' Danijel Milićević 43' Danijel Milićević 50' Kevin Vandenbergh 65' |       | 70' Peter Delorge                                                                                               | Opstelling Sint-Truiden: Mark Volders, Marc Wagemakers, Vincent Euvrard, Sascha Kotysch, Denis Odoi, Tom Caluwé, Peter Delorge, Grégory Christ, Carlo Evertz, Yannick Rymenants, Ibrahima Sidibe Wissels Sint-Truiden: 59' Marc Wagemakers Christophe Bertjens 65' Grégory Christ Yorick Antheunis 71' Carlo Evertz Giel Deferm                                         |
| | |       | | |
| Zaterdag 23 oktober 2010, 20:00 uur | Sint-Truiden | 3 - 2 | Sporting Charleroi                                                                                              | |
| Stayen, Sint-Truiden Toeschouwers: 8.500 Scheidsrechter: Laurent Colemonts Speeldag 12 Eerste Klasse 2010-11 | Tom Caluwé 15' Marc Wagemakers 21' Peter Delorge 35' Yannick Rymenants 41' Ibrahima Sidibe 67' Ibrahima Sidibe 72' Marc Wagemakers 75'                                      |       | 17' Grégory Lazitch 23' Naïm Aarab 87' Hermanni Vuorinen 90' Naïm Aarab 90+5' Hernan Losada                     | Opstelling Sint-Truiden: Mark Volders, Marc Wagemakers, Vincent Euvrard, Giel Deferm, Denis Odoi, Wim Mennes, Tom Caluwé, Peter Delorge, Yorick Antheunis, Yannick Rymenants, Ibrahima Sidibe Wissels Sint-Truiden: 46' Tom Caluwé Grégory Christ 71' Yannick Rymenants Nils Schouterden 81' Yorick Antheunis Sascha Kotysch                                            |
| | |       | | |
| Zaterdag 23 oktober 2010, 20:00 uur | Germinal Beerschot | 0 - 0 | Sint-Truiden | |
| Olympisch Stadion, Antwerpen Toeschouwers: 8.500 Scheidsrechter: Gaetan Simon Speeldag 13 Eerste Klasse 2010-11 | Victor Wanyama 90+3' |       | 43' Andréa Mbuyi-Mutombo 47' Giel Deferm 86' Yannick Rymenants                                                  | Opstelling Sint-Truiden: Sven Van Der Jeugt, Wim Mennes, Vincent Euvrard, Giel Deferm, Denis Odoi, Peter Delorge, Sascha Kotysch, Yorick Antheunis, Nils Schouterden, Hervé Anselme Ndjana Onana, Yannick Rymenants Wissels Sint-Truiden: 54' Sascha Kotysch Benoit Masset 57' Hervé Anselme Ndjana Onana Andréa Mbuyi-Mutombo 84' Nils Schouterden Christophe Bertjens |
| | |       | | |
| Zaterdag 6 november 2010, 20:00 uur | Sint-Truiden | 0 - 3 | SV Zulte Waregem                                                                                                | |
| Stayen, Sint-Truiden Toeschouwers: 7.166 Scheidsrechter: Gert Deckers Speeldag 14 Eerste Klasse 2010-11 | Denis Odoi 45+1' Denis Odoi 63' |       | 21' Mahamadou Habibou 33' Mahamadou Habibou 64' (pen.) Rémi Maréval 88' Zakaria Gueye                           | Opstelling Sint-Truiden: Sven Van Der Jeugt, Marc Wagemakers, Vincent Euvrard, Giel Deferm, Denis Odoi, Wim Mennes, Tom Caluwé, Peter Delorge, Nils Schouterden, Yannick Rymenants, Andréa Mbuyi-Mutombo Wissels Sint-Truiden: 41' Yannick Rymenants Yorick Antheunis 46' Sven Van Der Jeugt Laurent Henkinet 46' Andréa Mbuyi-Mutombo Christophe Bertjens              |
| | |       | | |
| Zaterdag 13 november 2010, 20:00 uur | KSC Lokeren | 3 - 0 | Sint-Truiden | |
| Daknamstadion, Lokeren Toeschouwers: 4.413 Scheidsrechter: Sam Loeman Speeldag 15 Eerste Klasse 2010-11 | Tshilola Tshinyama 18' Benjamin De Ceulaer 23' Benjamin De Ceulaer 38' Killian Overmeire 76'                                                                                |       | 22' Benoit Masset 29' Vincent Euvrard 37' Sascha Kotysch 40' Giel Deferm 40' Grégory Christ                     | Opstelling Sint-Truiden: Laurent Henkinet, Wim Mennes, Vincent Euvrard, Giel Deferm, Pape Abdou Camara, Tom Caluwé, Peter Delorge, Sascha Kotysch, Nils Schouterden, Ibrahima Sidibe, Benoit Masset Wissels Sint-Truiden: 46' Pape Abdou Camara Christophe Bertjens 46' Tom Caluwé Grégory Christ 80' Peter Delorge Carlo Evertz                                        |
| | |       | | |
| Zaterdag 20 november 2010, 20:00 uur | SK Lierse | 1 - 2 | Sint-Truiden | |
| Herman Vanderpoortenstadion, Lier Toeschouwers: 9.500 Scheidsrechter: Jean-Baptist Bultynck Speeldag 16 Eerste Klasse 2010-11 | Bruno Camacho 65' Péter Kovács 67' Garry De Graef 85' Lance Davids 86' |       | 42' Nils Schouterden 62' Peter Delorge 71' Ibrahima Sidibe 79' Sascha Kotysch 82' Andréa Mbuyi-Mutombo          | Opstelling Sint-Truiden: Laurent Henkinet, Vincent Euvrard, Giel Deferm, Denis Odoi, Yannick Rymenants, Wim Mennes, Peter Delorge, Sascha Kotysch, Yorick Antheunis, Nils Schouterden, Ibrahima Sidibe Wissels Sint-Truiden: 53' Yorick Antheunis Andréa Mbuyi-Mutombo 68' Nils Schouterden Carlo Evertz                                                                |
| | |       | | |
| Zondag 28 november 2010, 18:00 uur | Sint-Truiden | 2 - 1 | Club Brugge | |
| Stayen, Sint-Truiden Toeschouwers: 8.635 Scheidsrechter: Laurent Colemonts Speeldag 17 Eerste Klasse 2010-11 | Ibrahima Sidibe 15' Wim Mennes 71' Denis Odoi 74' Wim Mennes 90' Giel Deferm 90+2'                                                                                          |       | 23' Wilfried Dalmat 61' Nabil Dirar 72' Peter Van der Heyden 78' Peter Van der Heyden 89' Carl Hoefkens         | Opstelling Sint-Truiden: Laurent Henkinet, Marc Wagemakers, Vincent Euvrard, Sascha Kotysch, Giel Deferm, Wim Mennes, Andréa Mbuyi-Mutombo, Denis Odoi, Nils Schouterden, Carlo Evertz, Ibrahima Sidibe Wissels Sint-Truiden: 67' Carlo Evertz Yorick Antheunis 84' Nils Schouterden Tom Caluwé                                                                         |
| | |       | | |
| Zaterdag 4 december 2010, 20:00 uur | Sint-Truiden | 1 - 0 | KV Kortrijk | |
| Stayen, Sint-Truiden Toeschouwers: 6.647 Scheidsrechter: Jérôme Efong Nzolo Speeldag 18 Eerste Klasse 2010-11 | Denis Odoi 35' Wim Mennes 64' Peter Delorge 71' Marc Wagemakers 85' Sascha Kotysch 90+4'                                                                                    |       | 39' Sven Kums 43' Rami Gershon 85' Giuseppe Rossini                                                             | Opstelling Sint-Truiden: Laurent Henkinet, Marc Wagemakers, Vincent Euvrard, Sascha Kotysch, Giel Deferm, Wim Mennes, Peter Delorge, Andréa Mbuyi-Mutombo, Denis Odoi, Nils Schouterden, Ibrahima Sidibe Wissels Sint-Truiden: 73' Nils Schouterden Yorick Antheunis 87' Andréa Mbuyi-Mutombo Pape Abdou Camara                                                         |
| | |       | | |
| Zaterdag 11 december 2010, 20:00 uur | Standard Luik | 1 - 0 | Sint-Truiden | |
| Maurice Dufrasnestadion, Luik Toeschouwers: 24.000 Scheidsrechter: Frank De Bleeckere Speeldag 19 Eerste Klasse 2010-11 | Daniel Opare 62' Gohi Bi Cyriac 76' Arnor Angeli 90' |       | 90+3' Peter Delorge                                                                                             | Opstelling Sint-Truiden: Laurent Henkinet, Marc Wagemakers, Vincent Euvrard, Sascha Kotysch, Giel Deferm, Wim Mennes, Peter Delorge, Yorick Antheunis, Denis Odoi, Ibrahima Sidibe, Nils Schouterden Wissels Sint-Truiden: 73' Yorick Antheunis Carlo Evertz 82' Nils Schouterden Christophe Bertjens 89' Marc Wagemakers Hervé Anselme Ndjana Onana                    |
| | |       | | |
| Woensdag 23 februari 2011, 20:30 uur | Sint-Truiden | 0 - 1 | KV Mechelen | |
| Stayen, Sint-Truiden Toeschouwers: 7.870 Scheidsrechter: Christof Virant Speeldag 20 Eerste Klasse 2010-11 Opmerking: deze wedstrijd was eerst gepland op zaterdag 18 december, maar werd afgelast omwille van een onbespeelbare strook aan een zijlijn.                           | Andréa Mbuyi-Mutombo 26' Peter Delorge 64' |       | 23' David Destorme 43' Kevin Geudens 64' Christian Benteke                                                      | Opstelling Sint-Truiden: Sven Van Der Jeugt, Marc Wagemakers, Ludovic Buysens, Giel Deferm, Denis Odoi, Wim Mennes, Peter Delorge, Sascha Kotysch, Andréa Mbuyi-Mutombo, Nils Schouterden, Ibrahima Sidibe Wissels Sint-Truiden: 80' Marc Wagemakers Dylan Vanwelkenhuysen                                                                                              |
| | |       | | |
| Woensdag 2 februari 2011, 20:30 uur | KRC Genk | 1 - 1 | Sint-Truiden | |
| Cristal Arena, Genk Toeschouwers: 21.124 Scheidsrechter: Luc Wouters Speeldag 21 Eerste Klasse 2010-11 Opmerking: deze wedstrijd was eerst gepland op maandag 27 december, maar werd afgelast omwille van de onbereikbaarheid van het stadion ten gevolge van de hevige sneeuwval. | Elyaniv Barda 10' |       | 45+2' Nils Schouterden 68' Nils Schouterden 74' Giel Deferm                                                     | Opstelling Sint-Truiden: Sven Van Der Jeugt, Peter Delorge, Marc Wagemakers, Vincent Euvrard, Giel Deferm, Wim Mennes, Andréa Mbuyi-Mutombo, Denis Odoi, Nils Schouterden, Yannick Rymenants, Ibrahima Sidibe Wissels Sint-Truiden: 78' Yannick Rymenants Dylan Vanwelkenhuysen                                                                                         |
| | |       | | |
| Zondag 27 februari 2011, 18:00 uur | Sint-Truiden | 0 - 3 | Cercle Brugge                                                                                                   | |
| Stayen, Sint-Truiden Toeschouwers: 7.071 Scheidsrechter: Alexandre Boucaut Speeldag 22 Eerste Klasse 2010-11 Opmerking: deze wedstrijd was eerst gepland op donderdag 30 december, maar werd afgelast omwille van de hevige sneeuwval afgelast.                                    | Giel Deferm 28' Ibrahima Sidibe 37' Wim Mennes 70' |       | 25' Wang Yang 40' Tony Sergeant 61' Arnar Viðarsson 77' Reynaldo dos Santos Silva 82' Reynaldo dos Santos Silva | Opstelling Sint-Truiden: Sven Van Der Jeugt, Marc Wagemakers, Vincent Euvrard, Sascha Kotysch, Giel Deferm, Wim Mennes, Peter Delorge, Andréa Mbuyi-Mutombo, Denis Odoi, Nils Schouterden, Ibrahima Sidibe Wissels Sint-Truiden: 67' Giel Deferm Dylan Vanwelkenhuysen 70' Andréa Mbuyi-Mutombo Yannick Rymenants                                                       |
| | |       | | |
| Zaterdag 22 januari 2011, 20:00 uur | KVC Westerlo | 3 - 0 | Sint-Truiden | |
| 't Kuipje, Westerlo Toeschouwers: 5.000 Scheidsrechter: Alexandre Boucaut Speeldag 23 Eerste Klasse 2010-11 | Oleksandr Jakovenko 36' Jef Delen 45' Evariste Ngolok 63' Steven De Petter 71' Paulo Henrique 87'                                                                           |       | 28' Ibrahima Sidibe 31' Giel Deferm                                                                             | Opstelling Sint-Truiden: Laurent Henkinet, Vincent Euvrard, Sascha Kotysch, Giel Deferm, Denis Odoi, Wim Mennes, Peter Delorge, Andréa Mbuyi-Mutombo, Grégory Dufer, Ibrahima Sidibe, Nils Schouterden Wissels Sint-Truiden: 46' Nils Schouterden Marc Wagemakers 74' Laurent Henkinet Sven Van Der Jeugt 79' Andréa Mbuyi-Mutombo Carlo Evertz                         |
| | |       | | |
| Zondag 30 januari 2011, 20:30 uur | Sint-Truiden | 1 - 1 | AA Gent | |
| Stayen, Sint-Truiden Toeschouwers: 8.128 Scheidsrechter: Peter Vervecken Speeldag 24 Eerste Klasse 2010-11 | Sascha Kotysch 29' Marc Wagemakers 68' Ibrahima Sidibe 78' Peter Delorge 83' Denis Odoi 87'                                                                                 |       | 22' Christophe Lepoint 90' Christophe Lepoint                                                                   | Opstelling Sint-Truiden: Sven Van Der Jeugt, Marc Wagemakers, Vincent Euvrard, Sascha Kotysch, Giel Deferm, Wim Mennes, Peter Delorge, Grégory Dufer, Andréa Mbuyi-Mutombo, Denis Odoi, Ibrahima Sidibe Wissels Sint-Truiden: 65' Grégory Dufer Nils Schouterden 81' Andréa Mbuyi-Mutombo Yannick Rymenants                                                             |
| | |       | | |
| Zaterdag 5 februari 2011, 20:00 uur | RSC Anderlecht | 2 - 0 | Sint-Truiden | |
| Constant Vanden Stockstadion, Anderlecht Toeschouwers: 23.114 Scheidsrechter: Christof Dierick Speeldag 25 Eerste Klasse 2010-11 | Lucas Biglia 22' Rubenilson dos Santos da Rocha 52' Matías Suárez 69' |       | 18' Nils Schouterden 31' Wim Mennes 53' Denis Odoi 31' Denis Odoi                                               | Opstelling Sint-Truiden: Sven Van Der Jeugt, Wim Mennes, Marc Wagemakers, Vincent Euvrard, Denis Odoi, Peter Delorge, Grégory Dufer, Sascha Kotysch, Nils Schouterden, Ibrahima Sidibe, Andréa Mbuyi-Mutombo Wissels Sint-Truiden: 59' Grégory Dufer Tibor Tisza 90' Andréa Mbuyi-Mutombo Dylan Vanwelkenhuysen                                                         |
| | |       | | |
| Zaterdag 12 februari 2011, 20:00 uur | Sint-Truiden | 1 - 1 | KAS Eupen | |
| Stayen, Sint-Truiden Toeschouwers: 9.157 Scheidsrechter: Johan Verbist Speeldag 26 Eerste Klasse 2010-11 | Vincent Euvrard 62' Wim Mennes 90+1' |       | 42' Abderrazzak Jadid 77' Abderrazzak Jadid                                                                     | Opstelling Sint-Truiden: Sven Van Der Jeugt, Marc Wagemakers, Vincent Euvrard, Sascha Kotysch, Giel Deferm, Wim Mennes, Peter Delorge, Andréa Mbuyi-Mutombo, Nils Schouterden, Manasseh Ishiaku, Ibrahima Sidibe Wissels Sint-Truiden: 60' Nils Schouterden Tibor Tisza 86' Manasseh Ishiaku Dylan Vanwelkenhuysen                                                      |
| | |       | | |
| Zaterdag 19 februari 2011, 20:00 uur | Sporting Charleroi | 1 - 0 | Sint-Truiden | |
| Stade du Pays de Charleroi, Charleroi Toeschouwers: 5.500 Scheidsrechter: Christophe Delacour Speeldag 27 Eerste Klasse 2010-11 | Ederson Tormena 33' Dudu Biton 36' Elvedin Džinič 76' |       | 56' Giel Deferm 75' Vincent Euvrard 87' Tibor Tisza                                                             | Opstelling Sint-Truiden: Sven Van Der Jeugt, Marc Wagemakers, Vincent Euvrard, Giel Deferm, Denis Odoi, Wim Mennes, Peter Delorge, Sascha Kotysch, Andréa Mbuyi-Mutombo, Manasseh Ishiaku, Ibrahima Sidibe Wissels Sint-Truiden: 54' Manasseh Ishiaku Nils Schouterden 61' Andréa Mbuyi-Mutombo Grégory Dufer 67' Marc Wagemakers Tibor Tisza                           |
| | |       | | |
| Zaterdag 5 maart 2011, 20:00 uur | Sint-Truiden | 1 - 0 | Germinal Beerschot                                                                                              | |
| Stayen, Sint-Truiden Toeschouwers: 10.445 Scheidsrechter: Sébastien Delferière Speeldag 28 Eerste Klasse 2010-11 | Grégory Dufer 61' Andréa Mbuyi-Mutombo 36' |       | 89' Bart Goor                                                                                                   | Opstelling Sint-Truiden: Sven Van Der Jeugt, Marc Wagemakers, Vincent Euvrard, Ludovic Buysens, Denis Odoi, Wim Mennes, Peter Delorge, Grégory Dufer, Tibor Tisza, Nils Schouterden, Manasseh Ishiaku Wissels Sint-Truiden: 70' Nils Schouterden Andréa Mbuyi-Mutombo 85' Grégory Dufer Dylan Vanwelkenhuysen 90+2' Tibor Tisza Yannick Rymenants                       |
| | |       | | |
| Maandag 14 maart 2011, 20:00 uur | SV Zulte Waregem | 1 - 2 | Sint-Truiden | |
| Regenboogstadion, Waregem Toeschouwers: 6.836 Scheidsrechter: Laurent Colemonts Speeldag 29 Eerste Klasse 2010-11 | Nicholas Tamsin 50' Thomas Matton 61' Moussa Traoré 62' Khaleem Hyland 83' David Vandenbroeck 86'                                                                           |       | 54' Grégory Dufer 64' Grégory Dufer 70' Nils Schouterden 75' Wim Mennes 86' Peter Delorge                       | Opstelling Sint-Truiden: Sven Van Der Jeugt, Marc Wagemakers, Vincent Euvrard, Ludovic Buysens, Denis Odoi, Wim Mennes, Peter Delorge, Grégory Dufer, Nils Schouterden, Manasseh Ishiaku, Tibor Tisza Wissels Sint-Truiden: 42' Tibor Tisza Andréa Mbuyi-Mutombo 66' Manasseh Ishiaku Dylan Vanwelkenhuysen 83' Grégory Dufer Yannick Rymenants                         |
| | |       | | |
| Zondag 20 maart 2011, 18:00 uur | Sint-Truiden | 0 - 2 | KSC Lokeren | |
| Stayen, Sint-Truiden Toeschouwers: 8.500 Scheidsrechter: Benoni Burie Speeldag 30 Eerste Klasse 2010-11 | Manasseh Ishiaku 2' Denis Odoi 76' Dylan Vanwelkenhuysen 81' |       | 38' Jérémy Taravel 44' Koen Persoons 69' Benjamin Mokulu 90+1' Benjamin Mokulu                                  | Opstelling Sint-Truiden: Sven Van Der Jeugt, Marc Wagemakers, Vincent Euvrard, Ludovic Buysens, Denis Odoi, Grégory Dufer, Giel Deferm, Nils Schouterden, Nikolas Proesmans, Manasseh Ishiaku, Tibor Tisza Wissels Sint-Truiden: 66' Manasseh Ishiaku Andréa Mbuyi-Mutombo 77' Tibor Tisza Rob Schoofs 77' Nikolas Proesmans Dylan Vanwelkenhuysen                      |

#### Resultaten per speeldag
| Speeldag  | 1 | 2 | 3  | 4 | 5 | 6 | 7  | 8  | 9  | 10 | 11 | 12 | 13 | 14 | 15 | 16 | 17 | 18 | 19 | 20 | 21 | 22 | 23 | 24 | 25 | 26 | 27 | 28 | 29 | 30 |
| --------- | - | - | -- | - | - | - | -- | -- | -- | -- | -- | -- | -- | -- | -- | -- | -- | -- | -- | -- | -- | -- | -- | -- | -- | -- | -- | -- | -- | -- |
| Resultaat | w | v | v  | w | g | v | v  | v  | v  | v  | v  | w  | g  | v  | v  | w  | w  | w  | v  | v  | g  | v  | v  | g  | v  | g  | v  | w  | w  | v  |
| Punten    | 3 | 3 | 3  | 6 | 7 | 7 | 7  | 7  | 7  | 7  | 7  | 10 | 11 | 11 | 11 | 14 | 17 | 20 | 20 | 20 | 21 | 21 | 21 | 22 | 22 | 23 | 23 | 26 | 29 | 29 |
| Positie   | 4 | 8 | 10 | 6 | 7 | 9 | 11 | 13 | 13 | 13 | 13 | 13 | 13 | 13 | 13 | 12 | 12 | 12 | 12 | 12 | 12 | 12 | 12 | 12 | 12 | 12 | 12 | 12 | 12 | 12 |

#### Eindstand
| Pl. | Club               | Gesp. | W  | G  | V  | GV | GT | Ptn. | Kwalificatie of degradatie |
| --- | ------------------ | ----- | -- | -- | -- | -- | -- | ---- | -------------------------- |
| 1   | RSC Anderlecht     | 30    | 19 | 8  | 3  | 58 | 20 | 65   | Play-off I                 |
| 2   | KRC Genk           | 30    | 19 | 7  | 4  | 64 | 27 | 64   | Play-off I                 |
| 3   | AA Gent            | 30    | 17 | 6  | 7  | 59 | 42 | 57   | Play-off I                 |
| 4   | Club Brugge        | 30    | 16 | 5  | 9  | 60 | 35 | 53   | Play-off I                 |
| 5   | KSC Lokeren        | 30    | 13 | 11 | 6  | 43 | 36 | 50   | Play-off I                 |
| 6   | Standard Luik      | 30    | 15 | 4  | 11 | 50 | 38 | 49   | Play-off I                 |
| 7   | KV Mechelen        | 30    | 13 | 9  | 8  | 34 | 30 | 48   | Play-off II                |
| 8   | KVC Westerlo       | 30    | 11 | 8  | 11 | 41 | 40 | 41   | Play-off II                |
| 9   | Cercle Brugge      | 30    | 11 | 6  | 13 | 33 | 34 | 39   | Play-off II                |
| 10  | KV Kortrijk        | 30    | 11 | 5  | 14 | 36 | 39 | 38   | Play-off II                |
| 11  | SV Zulte Waregem   | 30    | 7  | 12 | 11 | 39 | 41 | 33   | Play-off II                |
| 12  | Sint-Truiden       | 30    | 8  | 5  | 17 | 20 | 51 | 29   | Play-off II                |
| 13  | Germinal Beerschot | 30    | 5  | 11 | 14 | 24 | 40 | 26   | Play-off II                |
| 14  | SK Lierse          | 30    | 4  | 12 | 14 | 26 | 58 | 24   | Play-off II                |
| 15  | KAS Eupen          | 30    | 5  | 8  | 17 | 28 | 50 | 23   | Play-off III               |
| 16  | Sporting Charleroi | 30    | 4  | 7  | 19 | 20 | 54 | 19   | Play-off III               |

### Play-off II

#### Wedstrijden
| | |       | | |
| Zaterdag 2 april 2011, 20:00 uur | KV Mechelen | 1 - 1 | Sint-Truiden                                                                                                 | |
| Achter de Kazerne, Mechelen Toeschouwers: 11.000 Scheidsrechter: Christof Virant Speeldag 1 Play-off II                                                                                         | David Destorme 62' Kevin Geudens 77' Anthony Van Loo 90+7'                                                              |       | 32' Marc Wagemakers 49' Grégory Dufer 76' Yannick Rymenants 85' Bram Castro 90+6' Vincent Euvrard            | Opstelling Sint-Truiden: Bram Castro, Marc Wagemakers, Vincent Euvrard, Giel Deferm, Nikolas Proesmans, Grégory Dufer, Ludovic Buysens, Andréa Mbuyi-Mutombo, Nils Schouterden, Yannick Rymenants, Dylan Vanwelkenhuysen Wissels Sint-Truiden: 46' Dylan Vanwelkenhuysen Ibrahima Sidibe 67' Nikolas Proesmans Tibor Tisza 90+2' Andréa Mbuyi-Mutombo Christophe Bertjens |
| | |       | | |
| Zaterdag 9 april 2011, 20:00 uur | Sint-Truiden | 1 - 1 | Cercle Brugge                                                                                                | |
| 't Kuipje, Westerlo Toeschouwers: 8.500 Scheidsrechter: Philippe Flament Speeldag 2 Play-off II Opmerking: door werken op Stayen werden alle thuiswedstrijden in 't Kuipje afgewerkt.           | Yannick Rymenants 40' Ibrahima Sidibe 75'                                                                               |       | 66' Serhij Serebrennikov 75' Dominic Foley                                                                   | Opstelling Sint-Truiden: Bram Castro, Vincent Euvrard, Ludovic Buysens, Denis Odoi, Yannick Rymenants, Wim Mennes, Peter Delorge, Grégory Dufer, Giel Deferm, Nils Schouterden, Ibrahima Sidibe Wissels Sint-Truiden: 62' Nils Schouterden Andréa Mbuyi-Mutombo 76' Giel Deferm Tibor Tisza 90' Peter Delorge Nikolas Proesmans                                           |
| | |       | | |
| Zaterdag 16 april 2011, 20:00 uur | Sint-Truiden | 1 - 2 | SK Lierse | |
| 't Kuipje, Westerlo Toeschouwers: 8.000 Scheidsrechter: Gerd Bylois Speeldag 3 Play-off II Opmerking: door werken op Stayen werden alle thuiswedstrijden in 't Kuipje afgewerkt.                | Wim Mennes 54' Giel Deferm 58'                                                                                          |       | 42' Mohamed El-Gabas 45+3' (pen.) Víctor Bernárdez 62' Víctor Bernárdez 66' Lance Davids 90+4' Jurgen Cavens | Opstelling Sint-Truiden: Bram Castro, Vincent Euvrard, Ludovic Buysens, Giel Deferm, Denis Odoi, Wim Mennes, Peter Delorge, Grégory Dufer, Nils Schouterden, Ibrahima Sidibe, Yannick Rymenants Wissels Sint-Truiden: 46' Ibrahima Sidibe Dylan Vanwelkenhuysen 46' Grégory Dufer Andréa Mbuyi-Mutombo 74' Nils Schouterden Christophe Bertjens                           |
| | |       | | |
| Zaterdag 23 april 2011, 20:00 uur | SK Lierse | 1 - 1 | Sint-Truiden                                                                                                 | |
| Herman Vanderpoortenstadion, Lier Toeschouwers: 6.500 Scheidsrechter: Gert Deckers Speeldag 4 Play-off II                                                                                       | Daylon Claasen 41' Mohamed El-Gabas 50' Kris De Wree 90'                                                                |       | 32' Nikolas Proesmans 66' Andréa Mbuyi-Mutombo 79' Denis Odoi                                                | Opstelling Sint-Truiden: Bram Castro, Vincent Euvrard, Ludovic Buysens, Giel Deferm, Nikolas Proesmans, Peter Delorge, Grégory Dufer, Denis Odoi, Nils Schouterden, Yannick Rymenants, Dylan Vanwelkenhuysen Wissels Sint-Truiden: 24' Giel Deferm Andréa Mbuyi-Mutombo 55' Dylan Vanwelkenhuysen Christophe Bertjens 71' Grégory Dufer Wim Mennes                        |
| | |       | | |
| Zaterdag 30 april 2011, 20:00 uur | Sint-Truiden | 2 - 1 | KV Mechelen                                                                                                  | |
| 't Kuipje, Westerlo Toeschouwers: 8.000 Scheidsrechter: Jeroen Sanders (Nederland) Speeldag 5 Play-off II Opmerking: door werken op Stayen werden alle thuiswedstrijden in 't Kuipje afgewerkt. | Denis Odoi 39' Grégory Dufer 50' Peter Delorge 65' Peter Delorge 68' Andréa Mbuyi-Mutombo 73' Dylan Vanwelkenhuysen 90' |       | 48' David Destorme 59' David Destorme 71' Yoni Buyens 75' Julien Gorius 83' Christian Benteke                | Opstelling Sint-Truiden: Bram Castro, Vincent Euvrard, Ludovic Buysens, Denis Odoi, Nikolas Proesmans, Wim Mennes, Peter Delorge, Andréa Mbuyi-Mutombo, Nils Schouterden, Christophe Bertjens, Yannick Rymenants Wissels Sint-Truiden: 46' Yannick Rymenants Grégory Dufer 76' Christophe Bertjens Dylan Vanwelkenhuysen                                                  |
| | |       | | |
| Zaterdag 7 mei 2011, 20:00 uur | Cercle Brugge | 1 - 0 | Sint-Truiden                                                                                                 | |
| Jan Breydelstadion, Brugge Toeschouwers: 6.516 Scheidsrechter: Wim Smet Speeldag 6 Play-off II                                                                                                  | Oleg Iachtchouk 40' Frederik Boi 70'                                                                                    |       | 55' Nikolas Proesmans                                                                                        | Opstelling Sint-Truiden: Bram Castro, Marc Wagemakers, Vincent Euvrard, Ludovic Buysens, Nikolas Proesmans, Wim Mennes, Denis Odoi, Nils Schouterden, Christophe Bertjens, Yannick Rymenants, Dylan Vanwelkenhuysen Wissels Sint-Truiden: 46' Dylan Vanwelkenhuysen Rob Schoofs 79' Nikolas Proesmans Cédric Beukers                                                      |

#### Resultaten per speeldag
| Speeldag  | 1 | 2 | 3 | 4 | 5 | 6 |
| --------- | - | - | - | - | - | - |
| Resultaat | g | g | v | g | w | v |
| Punten    | 1 | 2 | 2 | 3 | 6 | 6 |
| Positie   | 1 | 2 | 4 | 4 | 3 | 4 |

#### Eindstand
| Pl. | Club          | Gesp. | W | G | V | GV | GT | Ptn. | Kwalificatie of degradatie |
| --- | ------------- | ----- | - | - | - | -- | -- | ---- | -------------------------- |
| 1   | Cercle Brugge | 6     | 2 | 3 | 1 | 5  | 5  | 9    | Finale play-off II         |
| 2   | SK Lierse     | 6     | 2 | 2 | 2 | 10 | 8  | 8    |                            |
| 3   | KV Mechelen   | 6     | 2 | 2 | 2 | 9  | 10 | 8    |                            |
| 4   | Sint-Truiden  | 6     | 1 | 3 | 2 | 6  | 7  | 6    |                            |

## Beker van België
| |                                      |       |                                                                            | |
| Woensdag 27 oktober 2010, 20:30 uur                                                                                          | RFC Doornik                          | 2 - 1 | Sint-Truiden                                                               | |
| Stade Luc Varenne, Doornik Toeschouwers: 3.000 Scheidsrechter: Jean-Baptist Bultynck 1/16de finales Beker van België 2010-11 | David Duquesnoy 7' Olungu Lomani 51' |       | 23' Wim Mennes 56' Nils Schouterden 83' Denis Odoi 89' Christophe Bertjens | Opstelling Sint-Truiden: Sven Van Der Jeugt, Wim Mennes, Yannick Rymenants, Denis Odoi, Marc Wagemakers, Giel Deferm, Vincent Euvrard, Grégory Christ, Peter Delorge, Yorick Antheunis, Ibrahima Sidibe Wissels Sint-Truiden: 39' Yannick Rymenants Christophe Bertjens 74' Yorick Antheunis Nils Schouterden |